# یوسوکه هیگا
یوسوکه هیگا (انگلیسی: Yusuke Higa؛ زادهٔ ۱۵ مهٔ ۱۹۸۹) بازیکن فوتبال اهل ژاپن است.
از باشگاه‌هایی که در آن بازی کرده‌است می‌توان به باشگاه فوتبال یوکوهاما مارینوس و باشگاه فوتبال جف یونایتد ایچیهارا چیبا اشاره کرد.
وی همچنین در تیم‌های ملی فوتبال زیر ۲۰ سال ژاپن و زیر ۲۳ سال ژاپن بازی کرده‌است.